# Graham Gouldman
Graham Keith Gouldman, född 10 maj 1946 i Broughton, Salford, Greater Manchester, är en brittisk låtskrivare och musiker som fick sitt genombrott 1965 när han skrev några av 1960-talets största hits, såsom The Yardbirds "For Your Love" och The Hollies "Bus Stop".
Andra 60-talshits som Gouldman skrivit är "Heart Full of Soul", "Still I'm Sad", "Evil-Hearted You" , med The Yardbirds, "No Milk Today" med Herman's Hermits, "Look Through Any Window" med The Hollies, "Pamela, Pamela" med Wayne Fontana and the Mindbenders, "Behind the Door" med Cher, "Tallyman" med Jeff Beck samt "East West" med Morrissey.
Under 1970-talet bildade han gruppen 10cc tillsammans med Eric Stewart, Lol Creme och Kevin Godley. Han skrev flera av gruppens stora hits tillsammans med Eric Stewart; "I'm Not In Love", "Dreadlock Holiday", och "The Things We Do For Love".
På 1980-talet bildade han duon Wax tillsammans med Andrew Gold. Deras största hit var "Bridge To Your Heart". På 1990-talet nådde låten "Ready To Go Home" (skriven efter hans fars bortgång) viss framgång. Bland annat gjorde Morten Harket (sångaren i norska A-ha) en cover på låten 1995.

## Album
- The Graham Gouldman Thing (1968) (USA) RCA Victor LPM-3954 (mono),  LSP-3954 (stereo)
- Animalympics (1980) (USA) A&M SP-4580
- And Another Thing (2009)
- Love And Work (2012)

## Singlar
- "Sunburn" (1979) UK #52 - theme music to film Sunburn